# Braća Coen
Joel i Ethan Coen, poznati kao Braća Coen, američki filmski redatelji, scenaristi i producenti. Tijekom više od 20 godina, dvojac je napisao i režirao brojne uspješnice, od urnebesnih komedija (Tko je ovdje lud?, Arizona Junior, Mr. Hula-Hoop) preko film noira (Millerovo raskrižje, Suvišna okrutnost, Čovjek kojeg nije bilo, Nema zemlje za starce) do filmova koji spadaju u oba ta žanra (Fargo, Veliki Lebowski, Barton Fink). Braća svoje filmove pišu, režiraju i produciraju zajedno, iako je donedavno Joel dobivao pojedinačno pridane zasluge za režiju, a Ethan za produkciju. Često se izmjenjuju kod honorara za scenarij, dok se zajednički potpisuju za scenarij pod pseudonimom "Roderick Jaynes". U filmskoj industriji su poznati kao "dvoglavi redatelj" jer dijele slične vizije o tome kako bi njihovi filmovi trebali izgledati; zato glumci često kažu da mogu prići svakom bratu pojedinačno s pitanjem, ali će dobiti isti odgovor.

## Životopis
Joel Coen (29. studenog 1954.) i Ethan Coen (21. rujna 1957.) odrasli su u St. Louis Parku u Minnesoti, predgrađu Minneapolisa. Njihovi roditelji, Edward i Rena Coen, oboje Židovi, bili su profesori. Otac je bio profesor ekonomije na Sveučilištu u Minnesoti, dok je njihova majka bila povjesničarka umjetnosti na Sveučilištu St. Cloud State.
Kad su bili djeca, Joel je uštedio nešto novca od kosidbe travnjaka kako bi kupio Vivitar Super 8 kameru. Braća su zajedno presnimavala filmove koje bi vidjela na televiziji, a u "glavnoj ulozi" bio je dječak iz susjedstva, Mark Zimering ("Zeimers"). Njihov prvi pokušaj bio je nazvan Henry Kissinger, Man on the Go. The Naked Prey (1966.) Cornela Wildea postao je njihov Zeimers in Zambia, u kojem se Ethan pojavio kao domorodac s kopljem.
Braća su srednju školu završila u St. Louis Park High School, 1973. i 1976. Diplomirala su na Simon's Rock College of Bard u Great Barringtonu u Massachusettsu. Joel je nakon toga četiri godine proveo na studiju filmske umjetnosti na Sveučilištu u New Yorku, gdje je za završni rad snimio 30-minutni film Soundings. Film je prikazivao ženu koja vodi ljubav sa svojim gluhim dečkom dok naglas fantazira o seksu s njegovim najboljim prijateljem koji sve sluša u susjednoj sobi. Ethan je pohađao Sveučilište Princeton te 1979. diplomirao filozofiju. Njegov završni rad bio je esej na 41 stranici, "Two Views of Wittgenstein's Later Philosophy."

### Privatni život
Joel se 1984. oženio s glumicom Frances McDormand. Posvojili su sina iz Paragvaja i nazvali ga Pedro McDormand Coen. McDormand je nastupila u pet njihovih filmova, uključujući kratko pojavljivanje u Millerovu raskrižju, sporednu ulogu u Arizona Junioru, i glavne uloge u Suvišnoj okrutnosti, Čovjeku kojeg nije bilo, Fargu (za koju je osvojila Oscar) i Spaliti nakon čitanja.
Ethan je oženjen s montažerkom Triciom Cooke.
Oba para žive u New Yorku, iako ne zajedno.

## Karijera

### 1980-e
Nakon diplome u New Yorku, Joel je radio kao producent asistent na raznim industrijskim filmovima i glazbenim spotovima. Počeo se baviti i montažom i upoznao Sama Raimija koji je tražio pomoćnika montažera za svoj prvi dugometražni film, Zla smrt (1981.).
Braća su 1984. napisala i režirala Suvišnu okrutnost, svoj prvi zajednički film. Smješten u Teksasu, film govori o snalažljivom ljigavom vlasniku bara koji unajmljuje privatnog detektiva da mu ubije ženu i njezina ljubavnika. U ovom filmu vidljivi su mnogi elementi koji će braća koristiti u svojim sljedećim radovima: njihove vlastite skrivene reference na druge filmske žanrove (u ovom slučaju noir i horor) i inteligentni zaplet unutar jednostavne priče; njihov mračno-inventivni i pomaknuti smisao za humor te majstorsko stvaranje atmosfere. U filmu je nastupila Frances McDormand. Film je po izlasku zaradio pohvale, posebno među 'lijevo orijentiranim' gledateljima te osvojio nagrade za Joelovu režiju na Sundanceu te nagradu Independent Spirit.
Sljedeći projekt braće Coen koji se trebao naći u kinima bio je film Sama Raimija iz 1987., Val zločina. Scenarij su napisali braća i Raimi.
Sljedeći film koji su braća napisala i režirala bio je Arizona Junior iz 1987. Bila je to priča o neobičnom bračnom paru, bivšeg zatvorenika Hija (Nicolas Cage) i bivše policajke Ed (Holly Hunter) koji žele dijete, ali ga ne mogu dobiti prirodnim putem. Sreća im se nasmiješi nakon što se lokalni tajkun pojavi na televiziji s petero novorođenčadi za koje se našali kako ih 'ima previše da bi se za sve brinuo'. Vidjevši to kao 'znak' i priliku da vrate prirodnu ravnotežu, Hi i Ed ukradu jednu od beba i počnu je odgajati kao svoju. Arizona Junior je zbog svoje nevinosti i urnebesnosti bio pristupačniji masovnom tržištu jer je olakšavao razvoj priče u okvirima crnog humora.

### 1990-e
Millerovo raskrižje objavljeno je 1990., a mnogi su ga doživjeli kao homage žanru gangsterskih filmova. S Albertom Finneyjem, Gabrielom Byrneom i njihovim budućim stalnim suradnikom Johnom Turturrom u glavnim ulogama, film je smješten u eru prohibicije tridesetih godina te govori o neprijateljstvu među gangsterskim bandama. Film je bio hvaljen zbog dijaloga i duboke karakterizacije likova, dok je u isto vrijeme bio obilježen zaštitnim znakovima braće Coen, crnim humorom i raznim preokretima.
Reputacija Coenovih naizgled je rasla sa svakim sljedećim filmom, ali njihov sljedeći film bio je veliki korak naprijed. Vizualno zadivljujući Barton Fink (1991.) je, smješten u 1941., govorio o njujorškom dramatičaru koji se seli u Los Angeles kako bi napisao scenarij za B-film. Smješta se u hotelski apartman kako bi započeo pisanje, ali ga pogađa nedostatak inspiracije. Zato se sprijatelji s prijaznim čovjekom iz susjedne sobe (John Goodman), zajedno s nekoliko suradnika iz filmske industrije. Inspiracija dolazi iz najčudnijih mjesta, a sami hotel je neobičan i magnet za bizarnosti. Barton Fink postigao je veliki kritički uspjeh te bio nominiran za tri Oscara. Osim toga, osvojio je tri glavne nagrade na Filmskom festivalu u Cannesu, uključujući Zlatnu palmu. Barton Fink je bio prvi film Coenovih na kojem je radio snimatelj Roger Deakins, ključna figura među njihovim suradnicima u sljedećih 15 godina.
1994., nakon što su prikupili dostatna sredstva, braća su mogla snimiti svoj prvi visokobudžetni film Mr. Hula-Hoop (na čijem su scenariju radili sa Samom Raimijem). Priča se vrti oko čovjeka koji je postavljen za šefa velike korporacije kako bi je uništio (kako bi je uprava kupila za sitniš); međutim, on osmišlja hula hoop i preko noći postaje uspješan i slavan. Kritike su po prvi put bile dosta mlake, dok je Roger Deakins zaradio same pohvale za fotografiju. Većina kritičara je pisala da film ne govori ništa novo zbog konstantnih referenci i odavanja počasti klasičnim filmovima tridesetih i četrdesetih godina. Mnogi su bili razočarani prvim pokušajem Coenovih na visokoj razini. Osim toga, film se pokazao kao veliki komercijalni promašaj jer je zaradio samo tri milijuna dolara s budžetom od 25 milijuna.
Nakon komercijalnog podbačaja Mr. Hula-Hoopa, braća su se okrenula poznatijim temama i 1996. snimili noir triler Fargo. Smješten u njihovoj rodnoj državi Minnesoti, film govori o Jerryju Lundergaardu (William H. Macy), čovjeku koji ima problema s novcem i koji radi u tastovu auto-salonu. Jerry ima želju domoći se novca kako bi se probio u svijetu; zato smišlja plan o otmici vlastite žene kako bi njezin bogati otac platio otkupninu koju bi on podijelio s otmičarima. No, plan mu se izjalovi nakon što se otkrije kako otmičari imaju drugačije namjere te nakon što lokalna policajka Marge Gunderson (Frances McDormand) započne istragu. Film je postigao veliki kritički i komercijalni uspjeh, a osobito su hvaljeni bili dijalozi i McDormandina izvedba. Film je osvojio nekoliko nagrada, uključujući BAFTA-u i nagradu u Cannesu za režiju te dva Oscara, jedan za najbolji originalni scenarij, a drugi za najbolju glumicu za McDormand.
Sljedeći njihov film, Veliki Lebowski, temeljit će se na uspjehu svog prethodnika, a objavljen je 1998. Bila je to priča o Dudeu (Jeff Bridges), zgubidanu iz Los Angelesa kojeg zamjenjuju za milijunaša i koji se zajedno sa svoja dva prijatelja s kuglanja (Steve Buscemi i John Goodman) nađe usred lažne otmice. Iako kritike u vrijeme objavljivanja nisu bile najbolje, film se danas smatra kultnim klasikom.

### 2000-e
Potaknut uspjehom Farga i Velikog Lebowskog, sljedeći film braće Coen Tko je ovdje lud? (2000.) bio je još jedan umjetnički uspjeh. Naslov je posuđen iz filma Prestona Sturgesa Sullivanova putovanja, čiji je glavni junak, filmski redatelj John Sullivan, planirao snimiti film s tim naslovom. Djelomično temeljena na Homerovoj Odiseji, priča je smještena u Mississippi u tridesetim godinama i prati trojicu osuđenika u bijegu s robije koji se pokušavaju vratiti kući kako bi se domogli plijena iz pljačke banke koji je zakopao njihov vođa. Film su obilježile komičarske vještine Georgea Clooneyja koji se pojavio u ulozi čudaka Ulyssesa Everetta McGilla. Bluegrass soundtrack, nekonvencionalni humor, kao i zadivljujuća fotografija osigurali su da film postane umjetnički i komercijalni hit. Soundtrack za film postao je popularniji od samog filma. Organiziran je koncert na kojem je snimljen DVD (Down from the Mountain), a poraslo je zanimanje za američku narodnu glazbu.
Braća Coen 2001. su promijenila tempo s još jednim noir trilerom, Čovjek kojeg nije bilo. Smješten u kasne četrdesete u Kaliforniju, film govori o rezigniranom brijaču i strastvenom pušaču (Billy Bob Thornton) koji u pokušaju da namakne nešto novca počne ucjenjivati ženina šefa, koji joj je ujedno i ljubavnik. Neobično za suvremene filmove, film je u cijelosti prezentiran, iako ne snimljen, u crno-bijeloj tehnici. Obrati u filmu i crni humor bili su tipični za filmove Coenovih, iako su spori zaplet i crno-bijela tehnika značili da je film namijenjen užem krugu gledatelja.
Zavedi me, razvedi me, vjerojatno najkomercijalniji film braće Coen, objavljen je 2003., a u glavnim ulogama nastupili su George Clooney i Catherine Zeta-Jones. Film je bio vraćanje na romantične komedije četrdesetih s pričom o Milesu Masseyju, poznatom odvjetniku za razvode, i prelijepoj ženi koja se razvodi koju je Massey spriječio da dobije novac od razvoda. Ona mu se odlučuje osvetiti, dok se on u isto vrijeme zaljubi u nju. Film je podijelio kritiku: dok su neki hvalili elemente romantične urnebesne komedije, drugi su se pitali zašto su Coenovi uopće snimili takav film. Bilo kako bilo, opći je osjećaj bio da film nije zadovoljio u potpunosti te da je ostvario osrednji komercijalni uspjeh.
Braća Coen 2004. su objavili Gangstersku petorku, remake istoimenog klasika iz 1955. Priča govori o profesoru (Tom Hanks) koji okuplja ekipu kako opljačkao kasino. Unajmljuju sobu u kući starije žene kako bi izvršili prepad. Nakon što starica otkrije njihov plan, banda ju odlučuje ubiti kako bi osigurali tajnost. No, to je lakše reći nego učiniti. Coenovi su za ovaj film dobili daleko najslabije kritike u karijeri; većina kritičara je zamjerila to što su isključivo prepravili stari klasik bez da su mu dodali vlastiti pečat.
Nema zemlje za starce, objavljen u studenom 2007., temeljen je na romanu Cormaca McCarthyja iz 2005., a govori o čovjeku zvanom Llewelyn (Josh Brolin) s granice Teksasa i Meksika koji pronađe dva milijuna dolara kojim je trebala biti plaćena droga te ga odlučuje zadržati. Zatim se daje u bijeg kako bi izbjegao one koji traže novac, uključujući okrutnog ubojicu (Javier Bardem) koji zamjenjuje Llewelyna i lokalnog šerifa (Tommy Lee Jones). Priča je povratak mračnim, noir temama koje su poslužile kao predložak za neke od najboljih filmova Coenovih, ali i iznimka od ranijih radova jer se u filmu ne pojavljuju neki njihovi stalni glumci (osim Stephena Roota), manje je humornih elemenata, a upotreba glazbe je svedena na minimum. Film je osvojio četiri Oscara, uključujući najbolji film, najboljeg redatelja i najbolji adaptirani scenarij, koji su svi otišli Coenovima, kao i nagradu za najboljeg sporednog glumca za Bardema. (Braća su bila nominirana i za montažu, ali su izgubili). Bilo je to po prvi put da su dva redatelja osvojila priznanje za najboljeg redatelja u isto vrijeme nakon 1961. kad su Jerome Robbins i Robert Wise odnijeli nagradu za Priču sa zapadne strane.
12. rujna 2008. objavljena je crna komedija Spaliti nakon čitanja s Bradom Pittom i Georgeom Clooneyjem koja je u prvom vikendu prikazivanja zauzela prvu poziciju na kino-blagajnama u Sjevernoj Americi.
Ozbiljan čovjek je objavljen 2. listopada 2009. Opisan je kao "nježna, ali mračna" niskobudžetna komedija. Radnja je postavljena u 1967.-u godinu. Film se donekle temelji na Knjizi o Jobu i djetinstvu braće Coen u židovskoj akademskoj obitelji u predgrađu St. Louis Parka u Minnesoti. Nominiran je za Oscara za najbolji film.

### 2010-e
Čovjek zvan hrabrost, temelji se na romanu Charlesa Portisa i objavljen je 2010. Snimljen je na lokacijama u Teksasu i Novom Meksiku. Jeff Bridges, koji glumi u Velikom Lebowskom, ovdje je u ulozi šerifa Roostera Cogburna. Matt Damon, Josh Brolin i Hailee Steinfeld također se pojavljuju u filmu. Čovjek zvan hrabrost bio je nominiran za deset Oscara, ali nije osvojio ni jednog.

## Stilska sredstva
Filmovi braće Coen kombiniraju suhi humor s oštrom ironijom i šokantnim prizorima, najčešće nizanjem kadrova. Coenovi vole ne stavljati uvodnu špicu na sami početak filma. Oni su među rijetkim redateljima koji su pokazali zanimanje za urnebesne komedije tridesetih i četrdesetih te su neke elemente iz tih filmova uključili u vlastite filmove; neki njihovi filmovi kao što su Mr. Hula-Hoop i Razvedi me, zavedi me u potpunosti su urnebesne komedije, dok se drugima ponekad pojavljuju šašavi likovi kao cameo nastup Stevea Buscemija u Millerovu raskrižju. Njihov stil karakterizacije stvara svijet u kojem se čak i likovi s malim govornim dionicama doimaju važnim.

### Dijalog
Dobitnici Oscara za najbolji originalni (Fargo) i adaptirani scenarij (Nema zemlje za starce), braća Coen poznata su po dijalozima u svojim filmovima. Ponekad oskudni (Čovjek kojeg nije bilo, Fargo, Nema zemlje za starce), ponekad neobično brbljavi (Veliki Lebowski, Arizona Junior), njihovi scenariji obično kombiniraju kratke dosjetke, preuveličavanja i upadljivu ironiju. Osim Farga, još je nekoliko njihovih scenarija bilo nominirano za nagrade (Čovjek kojeg nije bilo, Tko je ovdje lud?...).

### Film noir i nesporazum
Po stilu i sadržaju, filmovi braće Coen puno duguju kriminalističkom žanru film noira. Iako rijetko priznaju utjecaje, oba redatelja navode utjecaj classic noir romanopisaca na njihove mračnije filmove. Millerovo raskrižje temeljeno je na djelima Dashiella Hammetta, Veliki Lebowski na romanima Raymonda Chandlera, a Čovjek kojeg nije bilo na djelima Jamesa M. Caina - ova tri filma čine njihovu noir trilogiju.
Filmovi često uključuju kontrast u osvjetljavanju i tipičnu temu ljudi koji kuju neke planove. Njihovi filmovi često se bave otmicama. Gotovo univerzalno je sredstvo nesporazuma: nesporazum oko toga tko je ubio Ruga Danielsa u Millerovu raskrižju; nesporazum oko Norvilleova nacrta koji će poslije donijeti probleme u Mr. Hula-Hoopu; Veliki Lebowski počinje s umrljanim sagom do čega je došlo nakon zamjene identiteta; u Suvišnoj okrutnosti, nesporazum je pokretač radnje. Film Čovjek kojeg nije bilo homage je film noiru, a radnja podsjeća na film Poštar uvijek zvoni dvaput. Film je u crno-bijeloj tehnici, a mnogi kritičari hvalili su ga zbog fotografije te jasne karakterizacije likova, iako su mnogi kritičari prigovorili zbog naglog preokreta pri kraju filma.

### Prikazi Amerike
Brojni aspekti koji karakteriziraju grad, državu ili regiju Amerike su sastavni dio u filmovima braće Coen. U Arizona Junioru se prikazuje krajolik Arizone, a neki likovi su pretenciozni stereotipi nekih predodžbi o ljudima iz Arizone. Slično tome, u Fargu krajolik i stereotipni naglasci Sjeverne Dakote i Minnesote su sastavne komponente filma. Veliki Lebowski je film smješten u Los Angeles, a Dude i drugi likovi su tipični primjeri raznolike gradske populacije. Tko je ovdje lud? je naglašeno južnjački. Sniman je u ruralnom Mississippiju, a većina likova govori južnjačkim naglascima; soundtrack se sastoji od bluegrass pjesama. Barton Fink je s jedne strane satira još jednog dijela Los Angelesa, Hollywooda, kao što je Mr. Hula-Hoop New Yorka. Nema zemlje za starce također je opis zabačenog pustinjskog kraja, života i likova na granici Teksasa i Meksika u Okrugu Terrell.
Osim toga, Coenovi često smještaju svoje filmove u razdoblja američkih kriza: Millerovo raskrižje odvija se tijekom prohibicije, Barton Fink u vrijeme napada na Pearl Harbor, Veliki Lebowski tijekom Zaljevskog rata 1991., a Tko je ovdje lud? tijekom Velike depresije. U Čovjeku kojeg nije bilo jedno od važnijih točaka u priči je ona u kojoj se spominje Drugi svjetski rat, a u Arizona Junioru Hi se za svoj recidivizam opravdava Reaganovim predsjedništvom. Mr. Hula-Hoop smješten je na prijelazu iz 1958. u 1959., period u kojem je lansiran Sputnjik i u kojem je hladni rat bio na jednom od svojih vrhunaca.

### Novac
U mnogim njihovim filmovima glavni motiv je novac. U Fargu, novac je bio razlog zašto su svi događaji u cijelom filmu i započeli. U Velikom Lebowskom novcem se plaća, ili se on krade ili nestaje što je uzrok mnogih nevolja i komičnih situacija za likove. U filmu Tko je ovdje lud? trojica zatvorenika u bijegu pokušavaju naći skriveno blago. U Čovjeku kojeg nije bilo, glavni junak ucjenjuje šefa svoje žene kako bi se domogao novca. Gangsterska petorka govori o ekscentričnom južnjačkom profesoru i njegovoj bandi koji glume bend kako bi orobili kasino. Priča se u Nema zemlje za starce vrti oko lovca koji bježi s dva milijuna dolara od posla s drogom, dok vlasnik unajmljuje plaćenog ubojicu kako bi ga vratio.

### Nasilje
Većina filmova braće Coen su dosta nasilni. U svakom njihovom filmu postoji bar jedna smrt, a u mnogim slučajevima, više slučajeva smrti, kao u filmu Nema zemlje za starce, u kojem praktički svaki lik umire. U Mr. Hula-Hoopu radnja se počinje odvijati nakon samoubojstva Waringa Hudsuckera, a u Gangsterskoj petorci svi glavni likovi pogibaju u pokušaju da se riješe starice. U nekim njihovim krvavijim filmovima, npr. Fargu, većina glavnih junaka biva ubijena ili napadnuta, što se može vidjeti na ekranu; u jednoj od najkrvavijih scena u filmu, tijelo muškarca završava u usitnjavaču za drvo.
Većina nasilja u njihovim filmovima spada u kategoriju crnog humora. Jedna od poznatijih iznimaka je Nema zemlje za starce, u kojem je većina nasilja prikazana u čistim, okrutnim okolnostima s gotovo nimalo crnohumornog efekta kako bi se vjerno prikazala ogoljeno ispričana originalna priča Cormaca McCarthyja. Coenovi koriste nasilje kako bi nastavili radnju: na primjer, u Fargu napad Shepa Proudfoota na Carla Showaltersa natjera Carla da nazove Jerryja da donese novac.

### Nezaustavljivo zlo
Nekoliko filmova braće Coen uključuje lik koji utjelovljuje arhetip "nezaustavljivog zla". U mnogim slučajevima se otkriva kako su ovi likovi nehumani ili posjeduju demonske karakteristike. Na primjer, šerif Cooley u filmu Tko je ovdje lud? odgovara opisu Vraga kojeg opisuje jedan od likova. Osim toga, nakon što mu kažu da bi bilo ilegalno objesiti pomilovane bjegunce, on podrugljivo odvrati da je "zakon ljudska institucija". Eddie Danac, ubojica iz Millerova raskrižja, Gaear Grimsrud u Fargu, Leonard Smalls u Arizona Junioru i Charlie Meadows u Barton Finku također odgovaraju opisu tog arhetipa. U filmu Nema zemlje za starce, Anton Chigurh personificira nasilje i smrt u svijetu u kojem šerif Bell pokušava pronaći neki smisao.

### Retro ugođaji i nostalgija
Većina filmova Coenovih su ili smješteni u prošlost ili preuzimaju konvencije nostalgičnih žanrova (posebno screwball komedije i film noira tridesetih i četrdesetih. Obično puno pažnje posvećuju dočaravanju razdoblja, čak i ako je on dosta blizak današnjici (kao što je to slučaj s Velikim Lebowskim, smještenim samo 8 godina prije vremena objavljivanja, u kojem je puno pažnje posvećeno modi tog vremena i referencama na događaje iz tog vremena). Coenovi često koriste klasične američke glazbene stilove kao što su folk, country i  gospel. Iako teže eksperimentiranju oživljavanju raznih povijesnih razdoblja i ugođaja, oni do sada nisu išli dalje od Velike depresije ili kasnije od današnjice te filmovi nikad nisu smješteni izvan SAD-a, osim kratkog bijega u Meksiko u Nema zemlje za starce.

## Suradnici
Coenovi su do filma Millerovo raskrižje za snimatelja koristili Barryja Sonnenfelda sve dok ovaj nije započeo vlastitu redateljsku karijeru s filmovima kao što su Obitelj Addams, Uhvatite maloga i Ljudi u crnom. Roger E. Deakins je bio snimatelj za braću Coen nakon Sonnenfeldova odlaska.
Sam Raimi bio je koscenarist na filmu Mr. Hula-Hoop, koji su režirali Coenovi, a braća su pomogla na scenariju za film Val zločina kojeg je režirao Raimi. Raimi je na snimanju filma Jednostavan plan koristio savjete Coenovih, koji su u to vrijeme završili Fargo. Raimi ima cameo pojaljivanja u Millerovu raskrižju i Mr. Hula-Hoopu. Upoznali su se kad je Joel Coen dobio posao jednog od montažera Zle smrti.
William Preston Robertson je stari prijatelj Coenovih koji im je pomogao s presnimavanjima na Suvišnoj okrutnosti i posudio glas radijskog propovjednika. Na špici je potpisan kao "Rev. William Preston Robertson". Posuđivao je glas u mnogim njihovim filmovima, uključujući Velikog Lebowskog.
Braća Coen ima veći broj glumaca stalnih suradnika, uključujući Johna Turturra, Michaela Badaluccoa, Holly Hunter,Stevea Buscemija, Frances McDormand, Johna Goodmana, Jona Polita i Stephena Roota, od koji su se svi pojavili u bar tri produkcije Coenovih.
Glazbu za sve njihove filmove je skladao Carter Burwell, iako je T-Bone Burnett producirao veći dio tradicionalne glazbe u Tko je ovdje lud? i Gangsterskoj petorci.

## Nagrade

### Oscari
I Ethan i Joel Coen trinaest su puta bili nominirani za Oscara, dvaput pod pseudonimom Roderick Jaynes, a osvojili su dvije scenarističke nagrade - jednu za Fargo, a drugu za Nema zemlje za starce. Svoje prve nagrade za režiju i najbolji film osvojili su za Nema zemlje za starce.
1996.: Fargo
- Najbolji film (Ethan Coen, nominiran)
- Najbolji redatelj (Joel Coen, nominiran)
- Najbolji originalni scenarij (pobjeda)
- Najbolja montaža (kao Roderick Jaynes, nominirani)

2000.: Tko je ovdje lud?
- Najbolji adaptirani scenarij (nominirani)

2007.: Nema zemlje za starce
- Najbolji film (sa Scottom Rudinom, pobjeda)
- Najbolji redatelji (pobjeda)
- Najbolji adaptirani scenarij (pobjeda)
- Najbolja montaža (kao Roderick Jaynes, nominirani)

2009.: Ozbiljan čovjek
- Najbolji film (nominirani)
- Najbolji originalni scenarij (nominirani)

2010.: Čovjek zvan hrabrost
- Najbolji film (sa Scottom Rudinom, nominirani)
- Najbolji redatelji (nominirani)
- Najbolji adaptirani scenarij (nominirani)

## Filmografija
| Godina | Film                   | Režija       |
| ------ | ---------------------- | ------------ |
| 1984.  | Suvišna okrutnost      | Joel         |
| 1987.  | Arizona Junior         | Joel         |
| 1990.  | Millerovo raskrižje    | Joel         |
| 1991.  | Barton Fink            | Joel         |
| 1994.  | Mr. Hula-Hoop          | Joel         |
| 1996.  | Fargo                  | Joel         |
| 1998.  | Veliki Lebowski        | Joel         |
| 2000.  | Tko je ovdje lud?      | Joel         |
| 2001.  | Čovjek kojeg nije bilo | Joel         |
| 2003.  | Razvedi me, zavedi me  | Joel         |
| 2004.  | Gangsterska petorka    | Joel i Ethan |
| 2007.  | Nema zemlje za starce  | Joel i Ethan |
| 2008.  | Spaliti nakon čitanja  | Joel i Ethan |
| 2009.  | Ozbiljan čovjek        | Joel i Ethan |
| 2010.  | Čovjek zvan hrabrost   | Joel i Ethan |

## Drugi radovi
- Val smrti - film iz 1985. čiji su scenarij napisali braća Coen i Sam Raimi; režija Sam Raimi
- Pariz, volim te (2006.) - segment: "Tuileries"
- Ljubav i cigarete - 2006. - produkcija braća Coen; scenarist i redatelj John Turturro
- Vrata Raja - zbirka kratkih priča koje je napisao Ethan Coen
- Zločesti Djed Mraz - Film s Billyjem Bobom Thorntonom koji su producirala braća Coen.

## Vanjske poveznice
- Joel Coen u internetskoj bazi filmova IMDb-u (engl.)
- Ethan Coen u internetskoj bazi filmova IMDb-u (engl.)
- Bibliografija Joela i Ethana Coena (via UC Berkeley)
- Coenesque: Filmovi braće Coen
- Biografija i filmografija braće Coen  Arhivirana inačica izvorne stranice od 31. kolovoza 2012. (Wayback Machine)
- Senses of Cinema
- Braća Coen Wiki